# Видеоигри, свързани със Средната земя
Списък с видеоигри, свързани със Средната земя – светът от трилогията на Толкин „Властелинът на пръстените“.

## PC игри

### 2005
Lord of the Rings – The Return of the King – 3D екшън игра, в която играчът поема управлението върху един герой от Задругата на пръстена (Гандалф, Арагорн, Леголас, Гимли, Сам или Фродо).

### 2006
Lord Of The Rings The War Of The Ring – Игра в жанр стратегия в реално време, която ви потапя в света на Средната земя по времето на Войната за пръстена през Третата епоха. Играчът може да избере с коя страна да започне да играе: дали да завладее Средната земя със слугите на Саурон и да се укрепи в непристъпния Мордор или да се бори със злото, като поеме управлението над хора, елфи и джуджета.
The Lord of the Rings, The Battle for Middle-earth – Една стратегия, отвеждаща играча в сърцето на Средната земя и позволяваща му да влезе в центъра на събитията, като дава свободата да решава как да поведе своите армии било то към отблъскване на злите слуги на Саурон, ако поеме упръвление върху задругата, или да завладее Средната земя, ако поеме контрол над Саурон и неговите орди.

### 2009
The Lord of The Rings: Conquest – Играчът попада във вселената на „Властелинът на пръстените“ такава, каквато не я е виждал, и преживява епичните битки по начин, по който винаги е желал. Може също да избере дали да е на страната на защитниците на мира в Средната земя или да поеме на поход със Саурон.

## PS2 игри
The Lord of the Rings: The Return of the King – Играчът може да се наслади на играта, избирайки между 9-има героя от филма, включително Гандалф, Арагорн, Леголас, Гимли, Сам и Фродо.